# Acordo de recompra
Um acordo de recompra (em inglês:  repurchase agreement), também conhecido como repo, RP ou acordo de venda e recompra, é uma forma de empréstimo de curto prazo, principalmente em títulos do governo. O corretor vende o título-objeto aos investidores e, por acordo entre as duas partes, os compra de volta logo depois, geralmente no dia seguinte, a um preço um pouco mais alto.
O mercado de operações compromissadas (repo market) é uma importante fonte de recursos para grandes instituições financeiras no setor de bancos não depositários, que cresceu para rivalizar com o setor de bancos depositários tradicional. Grandes investidores institucionais, como fundos mútuos do mercado monetário, emprestam dinheiro a instituições financeiras, como bancos de investimento, em troca de (ou garantidos por) garantias, como títulos do Tesouro e títulos lastreados em hipotecas detidos pelas instituições financeiras mutuárias. Estima-se que um trilhão de dólares por dia em valor colateral é negociado nos mercados de repo.
Entre 2007 e 2008, uma corrida ao mercado de recompra, no qual o financiamento para bancos de investimento não estava disponível ou a taxas de juros muito altas, foi um aspecto fundamental da crise das hipotecas subprime que levou à Grande Recessão. Em setembro de 2019, o Federal Reserve dos Estados Unidos interveio no papel de investidor para fornecer fundos nos mercados de repo, quando as taxas de empréstimo overnight aumentaram devido a uma série de fatores técnicos que limitaram a oferta de fundos disponíveis.

## Estrutura e outra terminologia

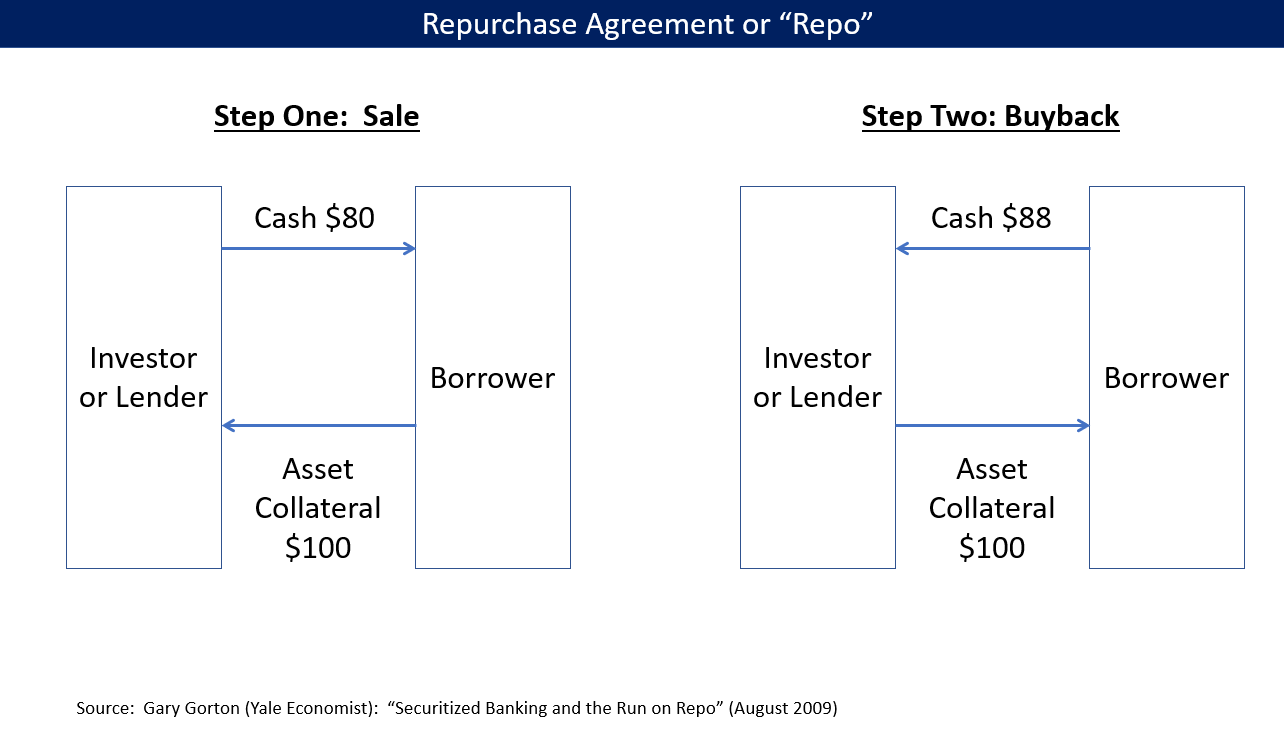
Acordo de recompra ou componentes de transação "Repo". Na primeira etapa, o investidor fornece oitenta dólares em dinheiro e recebe cem dólares em garantia, normalmente títulos. Na etapa dois, o mutuário compra de volta a garantia, pagando ao investidor seu dinheiro inicial mais um montante de juros. A "taxa de recompra" é a taxa de juros recebida pelo investidor, neste caso, enquanto o "Haircut" é uma relação entre o empréstimo em dinheiro e a garantia.

Em uma recompra, o investidor/credor fornece dinheiro a um tomador de empréstimo, com o empréstimo garantido por garantias do tomador, geralmente títulos. No caso de o devedor entrar em default, o investidor/credor obtém a garantia. Os investidores são normalmente entidades financeiras, como fundos mútuos do mercado monetário, enquanto os mutuários são instituições financeiras não depositárias, como bancos de investimento e fundos de cobertura. O investidor/credor cobra uma taxa de juros chamada "taxa de recompra", emprestando {\displaystyle X} dólares e recebendo de volta uma quantia maior de {\displaystyle Y} dólares. Além disso, o investidor/credor pode exigir garantias de maior valor do que o montante que eles emprestaram. Essa diferença é o "haircut" (em português:  "corte de cabelo"). Esses conceitos são ilustrados no diagrama e na seção de equações. Quando os investidores percebem riscos maiores, eles podem cobrar taxas de recompra mais altas e exigir maiores haircuts. Um terceiro pode estar envolvido para facilitar a transação; neste caso, a transação é denominada "repo tri-party".
Especificamente, em uma operação compromissada, a parte B atua como um credor de dinheiro, enquanto o vendedor {\displaystyle A} atua como um devedor, usando o título como garantia; em uma operação compromissada reversa ({\displaystyle A}) é o credor e ({\displaystyle B}) o devedor. Um repo é economicamente semelhante a um empréstimo garantido, com o comprador (efetivamente o credor ou investidor) recebendo títulos como garantia para se proteger contra inadimplência do vendedor. A parte que inicialmente vende os títulos é efetivamente o devedor. Muitos tipos de investidores institucionais participam de transações compromissadas, incluindo fundos mútuos e fundos de cobertura. Quase qualquer título pode ser empregado em uma recompra, embora títulos de alta liquidez sejam preferidos, pois são mais facilmente eliminados em caso de inadimplência e, mais importante, podem ser facilmente obtidos no mercado aberto, onde o comprador criou uma posição vendida posição no título repo por meio de uma repo reversa e venda no mercado; da mesma forma, títulos sem liquidez são desencorajados.
Faturas do Tesouro ou do Governo, títulos corporativos e do Tesouro/Governo e ações podem ser usados como "garantia" em uma transação compromissada. Ao contrário de um empréstimo garantido, no entanto, o título legal dos títulos passa do vendedor para o comprador. Os cupons (juros a pagar ao proprietário dos títulos) vencidos enquanto o comprador repo detém os títulos são, de fato, geralmente repassados diretamente ao vendedor da repo. Isso pode parecer contra-intuitivo, já que a propriedade legal da garantia pertence ao comprador durante o acordo de recompra. O acordo pode, em vez disso, prever que o comprador receba o cupom, com o dinheiro a pagar na recompra sendo ajustado para compensar, embora isso seja mais típico de venda/recompra.
Embora a transação seja semelhante a um empréstimo e seu efeito econômico seja semelhante a um empréstimo, a terminologia difere daquela aplicável aos empréstimos: o vendedor legalmente recompra os títulos do comprador no final do prazo do empréstimo. No entanto, um aspecto fundamental das repos é que elas são legalmente reconhecidas como uma única transação (importante no caso de insolvência da contraparte) e não como uma alienação e recompra para fins fiscais. Ao estruturar a transação como uma venda, uma operação compromissada fornece proteções significativas aos credores contra a operação normal das leis de falência dos Estados Unidos, como as cláusulas de suspensão automática e evasão.
Um repo reverso é um repo com as funções de {\displaystyle A} e {\displaystyle B} trocadas.
A tabela a seguir resume a terminologia:
|              | Repo                                    | Repo reverso                               |
| ------------ | --------------------------------------- | ------------------------------------------ |
| Participante | Mutuário Vendedor Recebedor de dinheiro | Emprestador Comprador Provedor de dinheiro |
| Near leg     | Vende títulos                           | Compra títulos                             |
| Far leg      | Compra títulos                          | Vende títulos                              |